# Стрелци (Кичево)
Стрелци (мкд. Стрелци) су насеље у Северној Македонији, у западном делу државе. Стрелци припадају општини Кичево.

## Географија
Насеље Стрелци је смештено у западном делу Северне Македоније. Од најближег већег града, Кичева, насеље је удаљено 6 km североисточно.
Стрелци припадају горњем делу историјске области Кичевија. Село је положено на западним падинама планине Человица, док се западно пружа поље. Надморска висина насеља је приближно 640 метара.
Клима у насељу је умерено континентална.

## Становништво
Стрелци су према последњем попису из 2002. године имали 1.421 становника.
Већинско становништво су Албанци (99%).
Претежна вероисповест месног становништва је ислам.